# Превалитана
Превалитана (на латински: Praevalitana, Praevaliana, Prevalis) е римска провинция образувана от император Диоклециан в югоизточната част на Далмация. Включва части от територията на днешна Черна гора, както и част от Албания, Косово, Сърбия, Босна и Херцеговина и южна Далмация от Хърватска.
Столици на Превалитана са Шкодра и Дукля. Други значими градове са античните Никшич, Котор, Рисан, Будва.